# Laia Costa
Laia Costa Bertrán (AFI: [ˈlajə ˈkɔstə] (Barcellona, 18 febbraio 1985) è un'attrice spagnola.

## Biografia
Laia Costa Bertrán è nata a Barcellona il 18 febbraio 1985. Si è laureata in relazioni pubbliche e marketing presso l'Università Ramon Llull di Barcellona. Durante la sua permanenza all'Università ha incontrato il suo attuale marito, David López. Ha studiato recitazione alla scuola Nancy Tuñón di Barcellona. Dopo la laurea, Costa ha lavorato come account executive per un'agenzia pubblicitaria fino a quando non ha deciso di dedicarsi interamente alla sua carriera di attrice. Prima di ritornare a Barcellona, ha vissuto per alcuni anni a Miami, negli Stati Uniti.
Nel 2011 recita regolarmente nella serie Bandolera di Antena 3, nella quale interpreta Inés. Ritorna in TV con un ruolo da protagonista nella serie Pulseras Rojas, nella seconda stagione della quale interpreta Rym. In seguito è una delle attrici principali della serie di Antena 3 Cuéntame un cuento. Nel 2015 recita nel thriller Victoria del regista tedesco Sebastian Schipper, che le vale una candidatura agli European Film Awards. Costa risulta essere la prima attrice straniera a vincere un Lola (massimo riconoscimento ai Deutscher Filmpreis). Riceve inoltre il Premio Gaudí alla miglior attrice e il Premio Sant Jordi per la fotografia, mentre nel gennaio 2017 è candidata ai British Academy Film Awards.
Nel 2017 recita, al fianco di Leonardo Sbaraglia e Ricardo Darín, nel thriller Nieve del regista argentino Martín Hodara. Sempre nello stesso anno presenta in anteprima al Sundance Film Festival Newness, di Drake Doremus, al fianco di Nicholas Hoult. Nel 2018 lavora in cinque film: Maine, Piercing, Duck Butter, Como la vida misma e Only You. Nel maggio 2020 ha dato alla luce la sua prima figlia.

## Filmografia

### Cinema
- Tengo ganas de ti, regia di Fernando González Molina (2012)
- Fort Ross, regia di Yuriy Moroz (2014)
- Palme nella neve (Palmeras en la nieve), regia di Fernando González Molina (2015)
- Victoria, regia di Sebastian Schipper (2015)
- Neve nera (Nieve negra), regia di Martín Hodara (2017)
- Newness, regia di Drake Doremus (2017)
- Piercing, regia di Nicolas Pesce (2018)
- Duck Butter, regia di Miguel Arteta (2018)
- Maine, regia di Matthew Brown (2018)
- La vita in un attimo (Life Itself), regia di Dan Fogelman (2018)
- Only You, regia di Harry Wootliff (2018)
- Cinco lobitos, regia di Alauda Ruiz de Azúa (2022)
- Els encantats, regia di Elena Trapé (2023)
- Un amor, regia di Isabel Coixet (2023)
- Il maestro che promise il mare (El mestre que va prometre el mar), regia di Patricia Font (2023)

### Televisione
- Cuore ribelle (Bandolera) – serie TV, 12 episodi (2011-2012)
- Toledo, cruce de destinos – serie TV, episodio 2 (2012)
- Polseres vermelles – serie TV, 13 episodi (2013)
- Il tempo del coraggio e dell'amore (El tiempo entre costuras) – serie TV, 3 episodi (2013-2014)
- Cuéntame un cuento – miniserie TV, 1 puntata (2014)
- Habitaciones cerradas – miniserie TV (2015)
- Carlos, Rey Emperador – serie TV, 8 episodi (2015-2016)
- Cites – serie TV, 7 episodi (2015)
- Foodie Love – miniserie TV, 8 puntate (2019)
- Diavoli (Devils) – serie TV, 10 episodi (2020)
- Soulmates – serie TV, 1 episodio (2020)
- La Ruota del Tempo (The Wheel of Time) – serie TV, 6 episodi (2023-2025)

### Cortometraggi
- Y otro año, perdices, regia di Marta Díaz de Lope Díaz (2013)
- Razones, regia di Matthew Brown (2014)
- No me quites, regia di Laura Jou (2015)
- Las pequeñas cosas, regia di Alberto Rodríguez Librero (2016)

## Teatro
- Atraco, paliza y muerte en Agnabäspach di Marcel Borràs e Nao Albet, Teatre Nacional de Catalunya di Barcellona, regia di Marcel Borràs e Nao Albet (2013)[13]
- Llum o de les potencialitats lluminoses del cos humà di Magdalena Barile, Teatre Grec di Barcellona, regia di Thomas Sauerteig (2014)

## Doppiatrici italiane
Nelle versioni in italiano delle opere in cui ha recitato, Laia Costa è stata doppiata da:
- Letizia Scifoni in Foodie Love, Diavoli, Soulmates
- Eleonora Reti ne La vita in un attimo, La Ruota del Tempo
- Joy Saltarelli in Duck Butter
- Martina Felli in Newness
- Germana Longo in Neve nera